# Match arrangé
Un match arrangé ou match truqué est une rencontre sportive dont l'issue a été prédéterminée ou influencée de manière frauduleuse en violation des règles du sport et des principes d’éthique. 

## Contexte
Dans les faits, une partie use de pot-de-vins en achetant le corps arbitral, des sportifs, des entraîneurs, ou toute personne intervenant dans le cadre de la compétition, la finalité étant de fausser le résultat d'une rencontre sportive. Dans certains cas, il s'agit d'accords secrets entre les deux parties.
Concrètement, les méthodes employées peuvent être :
- Pour un sportif : de jouer intentionnellement mal, commettre des fautes évitables pénalisant son propre camp ;
- Pour un entraîneur : de ne pas faire jouer les titulaires habituels, modifier la stratégie ;
- Pour un dirigeant : acheter l'arbitre ou les sportifs adverses ;
- Pour un arbitre : avantager une équipe ou un sportif de manière déloyale et injuste.

L'enjeu est souvent financier et peut concerner les paris légaux ou illégaux en manipulant les cotes des bookmakers. Parfois il s'agit de remporter une victoire pour modifier les résultats d'un championnat, voire accéder à une ligue ou catégorie supérieure.

## Note
1. ↑  « Rencontre ou match » pour la plupart des sports collectifs ou de raquette par exemple, mais « partie » (pour les jeux de société faisant l’objet de compétition, échecs, poker, bridge, dames, etc.), « combat » pour les sports de combat, « course » pour le cyclisme, le motocyclisme, l’automobilisme et les courses athlétiques par exemple, ou « concours », etc.